# Abdollah Mowahhed
Abdollah Mowahhed Ardabili (pers. عبدالله موحد اردبیلی; ur. 10 marca 1940) – irański zapaśnik walczący w stylu wolnym. Trzykrotny olimpijczyk. Złoty medalista z Meksyku 1968; piąty w Tokio 1964 i odpadł w eliminacjach w Monachium 1972 z powodu kontuzji. Walczył w kategorii 70 kg.
Pięciokrotny mistrz świata w latach 1965–1970. Triumfator igrzysk azjatyckich w 1966 i 1970 roku.
W 2005 roku przyjęty do Galerii Sławy FILA.